# Wojciech Siennicki
Wojciech Siennicki (ur. 1962) – polski koszykarz występujący na pozycji skrzydłowego, wielokrotny medalista mistrzostw Polski.

## Osiągnięcia
Na podstawie, o ile nie zaznaczono inaczej.
Drużynowe
- Mistrz Polski (1981)
- Brązowy medalista mistrzostw Polski (1982)
- Awans do ekstraklasy ze Spartakusem Jelenia Góra (1989)